# 安慶市
安慶市（あんけい-し）は、中華人民共和国安徽省に位置する地級市。

## 地理
安慶市は安徽省南西部、長江沿岸に位置する。
北西部に安徽省・湖北省・河南省の境をなす大別山の山岳地帯があり、北は六安市、北東は合肥市、西は湖北省鄂州市、長江の対岸は、東は銅陵市、南東は池州市、南は江西省九江市と向かい合っている。長江沿岸は非常に多くの湖がある。

## 行政区画
3市轄区・2県級市・5県を管轄する。
- 市轄区：
  - 宜秀区・大観区・迎江区
- 県級市：
  - 桐城市・潜山市
- 県：
  - 懐寧県・望江県・宿松県・太湖県・岳西県

| 安慶市の地図                                                          |
| --------------------------------------------------------------------- |
| 迎江区 大観区 宜秀区 懐寧県 太湖県 宿松県 望江県 岳西県 桐城市 潜山市 |

### 年表

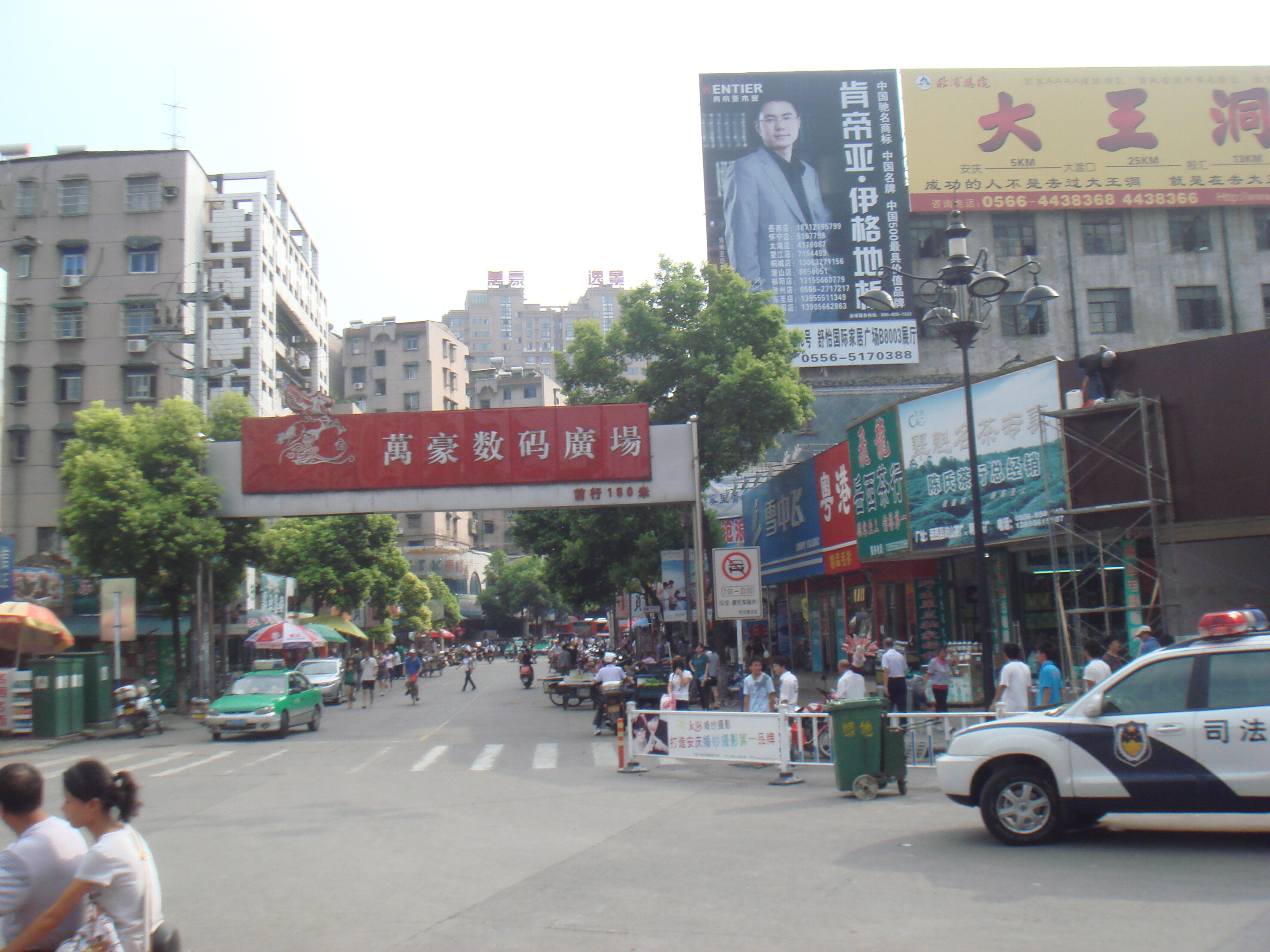
安慶市街地（2010年）

この節の出典

#### 皖北行署区安慶専区
- 1949年10月1日 - 中華人民共和国皖北行署区安慶専区が成立。懐寧県・望江県・宿松県・太湖県・岳西県・潜山県・桐城県・湖東県が発足。(8県)
- 1951年1月31日 - 懐寧県の一部が分立し、安慶市が発足。(1市8県)
- 1951年8月18日 - 安慶市が地級市の安慶市に昇格。(8県)
- 1952年3月28日 - 皖南行署区池州専区銅陵県・貴池県・青陽県・至徳県・東流県を編入。(13県)
- 1952年8月7日 - 安徽省の成立により、安徽省安慶専区となる。

#### 皖北行署区安慶市
- 1951年8月18日 - 安慶専区安慶市が地級市の安慶市に昇格。中心区・集賢区・大観区・樅陽区が成立。(4区)
- 1952年4月15日 (3区)
  - 中心区が集賢区に編入。
  - 集賢区が城中区に改称。
  - 大観区が城西区に改称。
  - 樅陽区が城東区に改称。
- 1952年8月7日 - 安徽省の成立により、安徽省安慶市となる。

#### 安徽省安慶市(第1次)
- 1955年5月17日 (3区)
  - 城中区が城西区に編入。
  - 城西区・城東区の各一部が合併し、郊区が発足。
- 1955年6月24日 - 安慶専区懐寧県の一部が郊区に編入。(3区)
- 1955年9月16日 (3区)
  - 城西区が西市区に改称。
  - 城東区が東市区に改称。
- 1956年5月18日 - 郊区が西市区・東市区に分割編入。(2区)
- 1956年5月 - 安慶市が安慶専区に編入。

#### 安徽省安慶地区
- 1953年10月7日 - 桐城県の一部が湖東県に編入。(13県)
- 1955年5月21日 - 湖東県が樅陽県に改称。(13県)
- 1955年6月24日 - 懐寧県の一部が安慶市郊区に編入。(13県)
- 1955年11月 - 銅陵県の一部が蕪湖専区南陵県に編入。(13県)
- 1955年12月 (13県)
  - 太湖県・懐寧県・桐城県の各一部が潜山県に編入。
  - 潜山県の一部が岳西県・桐城県に分割編入。
  - 桐城県の一部が懐寧県に編入。
- 1956年1月3日 (13県)
  - 潜山県の一部が桐城県に編入。
  - 懐寧県の一部が潜山県・桐城県に分割編入。
- 1956年1月 - 岳西県の一部が六安専区霍山県に編入。(13県)
- 1956年5月 - 安慶市を編入。安慶市が県級市に降格。(1市13県)
- 1956年10月12日 - 銅陵県の一部が分立し、地級市の銅官山市となる。(1市13県)
- 1957年8月12日 - 懐寧県の一部が潜山県に編入。(1市13県)
- 1957年11月5日 - 東流県の一部が貴池県・安慶市に分割編入。(1市13県)
- 1957年12月 (1市13県)
  - 望江県の一部が懐寧県に編入。
  - 懐寧県・太湖県の各一部が望江県に編入。
- 1958年8月6日 - 太湖県の一部が潜山県に編入。(1市13県)
- 1958年9月5日 (2市12県)
  - 銅官山市を編入。銅官山市が県級市に降格。
  - 銅陵県が銅官山市に編入。
  - 銅官山市が銅陵市に改称。
- 1958年10月 - 懐寧県の一部が安慶市・貴池県に分割編入。(2市12県)
- 1959年3月22日 (2市9県)
  - 青陽県が貴池県に編入。
  - 東流県・至徳県が合併し、東至県が発足。
  - 望江県および懐寧県の一部が合併し、懐望県が発足。
  - 懐寧県の残部が安慶市に編入。
- 1959年3月 - 安慶市が地級市の安慶市に昇格。(1市9県)
- 1959年5月 - 懐望県の一部が銅陵市に編入。(1市9県)
- 1960年1月7日 - 銅陵市が地級市の銅陵市に昇格。(9県)
- 1960年4月3日 - 銅陵市銅陵県を編入。(10県)
- 1961年4月17日 - 潜山県の一部が太湖県に編入。(10県)
- 1961年12月15日 (12県)
  - 貴池県の一部が分立し、青陽県が発足。
  - 懐望県が分割され、懐寧県・望江県が発足。
- 1962年5月14日 - 懐寧県の一部が安慶市大観区に編入。(12県)
- 1962年5月 - 潜山県の一部が太湖県に編入。(12県)
- 1963年6月 - 安慶市迎江区・大観区の各一部が懐寧県に編入。(12県)
- 1963年7月24日 - 安慶市郊区の一部が東至県に編入。(12県)
- 1963年9月3日 - 貴池県の一部が懐寧県に編入。(12県)
- 1965年5月21日 - 貴池県・銅陵県・青陽県・東至県が池州専区に編入。(8県)
- 1965年5月25日 - 安慶市を編入。安慶市が県級市に降格。(1市8県)
- 1971年3月29日 - 安慶専区が安慶地区に改称。(1市8県)
- 1973年11月9日 - 太湖県の一部が宿松県に編入。(1市8県)
- 1979年8月6日 - 桐城県の一部が安慶市に編入。(1市8県)
- 1979年11月4日 - 安慶市が地級市の安慶市に昇格。(8県)
- 1980年1月29日 - 池州地区東至県・貴池県を編入。(10県)
- 1980年3月12日 - 樅陽県の一部(普済圩農場)が銅陵市郊区に編入。(10県)
- 1980年9月 - 潜山県の一部が太湖県に編入。(10県)
- 1987年11月27日 - 徽州地区石台県を編入。(11県)
- 1988年8月17日 - 安慶地区が安慶市と合併し、新制の安慶市の発足により消滅。

#### 安徽省安慶市(第2次)
- 1959年3月 - 安慶専区安慶市が地級市の安慶市に昇格。東市区・西市区を設置。(2区)
- 1960年5月22日 (2区)
  - 東市区が迎江区に改称。
  - 西市区が大観区に改称。
- 1962年5月14日 - 安慶専区懐寧県の一部が大観区に編入。(2区)
- 1963年6月 (3区)
  - 迎江区・大観区の各一部が合併し、郊区が発足。
  - 迎江区・大観区の各一部が安慶専区懐寧県に編入。
- 1963年7月24日 - 郊区の一部が安慶専区東至県に編入。(3区)
- 1965年5月25日 - 安慶市が安慶専区に編入。

#### 安徽省安慶市(第3次)
- 1979年11月4日 - 安慶地区安慶市が地級市の安慶市に昇格。迎江区・大観区・郊区が成立。(3区)
- 1988年8月17日 - 安慶市が安慶地区と合併し、新制の安慶市が発足。

#### 安徽省安慶市(第4次)
- 1988年8月17日 - 安慶地区(11県)・安慶市(3区)が合併し、新制の安慶市が発足。(3区8県)
  - 貴池県・東至県・石台県が池州地区に編入。
- 1996年8月20日 - 桐城県が市制施行し、桐城市となる。(3区1市7県)
- 2005年5月13日 (3区1市7県)
  - 郊区の一部が迎江区・大観区に分割編入。
  - 懐寧県の一部が大観区に編入。
  - 郊区の残部および懐寧県・桐城市の各一部が合併し、宜秀区が発足。
- 2015年10月13日 - 樅陽県が銅陵市に編入。(3区1市6県)
- 2018年7月2日 - 潜山県が市制施行し、潜山市となる。(3区2市5県)

## 歴史

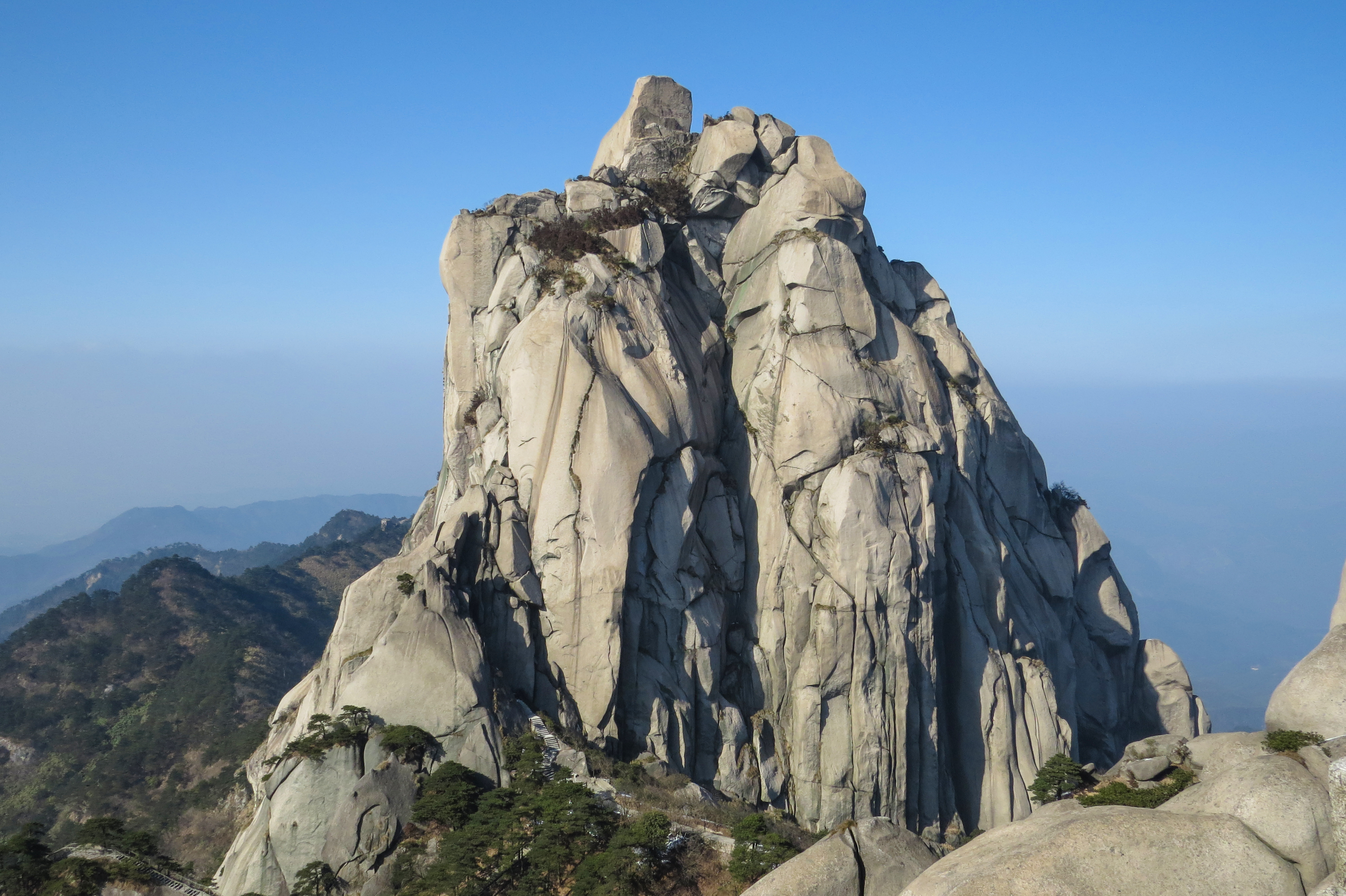
天柱山山頂

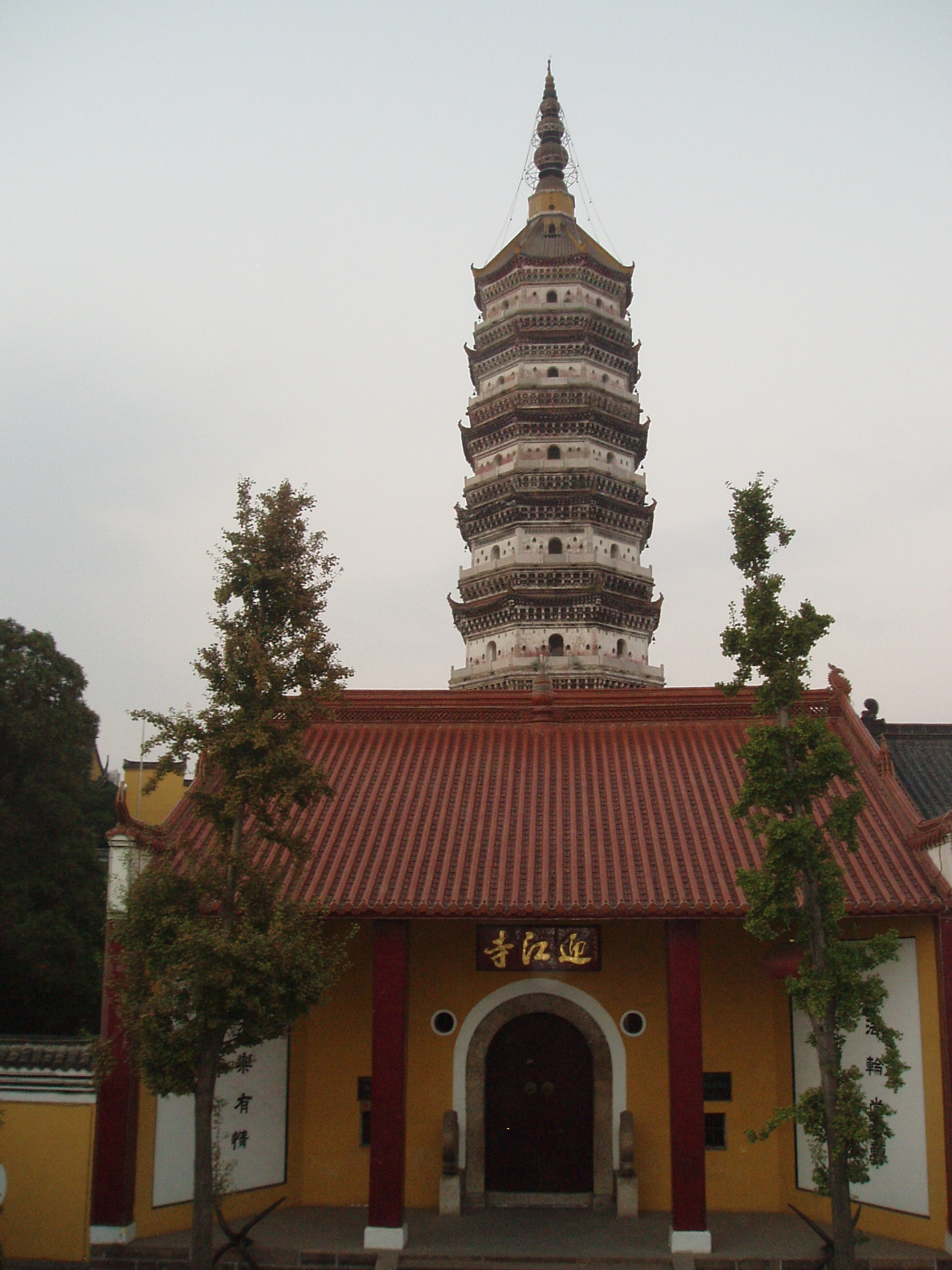
迎江寺振風塔。「万里長江第一塔」とたたえられてきた

安慶は先史時代から人類が暮らしていた。近年の考古学調査で多くの新石器時代の遺跡が出土し、中でも有名なものは潜山県・薛家崗の遺跡であり、薛家崗文化の基準遺跡となっている。
安慶は秦代には九江郡に属し、漢代・三国時代・西晋には廬江郡皖県であった。東晋・南朝には晋熙郡懐寧県となり、現在の大観区山口郷と銅陵市樅陽県樅陽鎮付近に、それぞれ皖口城と呂蒙城が置かれ、長江北岸の重要な軍事要塞であったが、戦乱の時期が過ぎると放棄された。隋代には同安郡、唐代・五代十国・北宋には舒州と呼ばれた。
1195年（慶元元年）、南宋により舒州安慶軍は安慶府と改められた（当時の安慶府は現在の潜山市にあった）。1217年（嘉定10年）、金の兵士が淮河を渡り南侵するのを防ぐため、安慶府知府の黄榦は大龍山の南・長江の北岸の現在の安慶市区に城池の修築を開始した。1231年（紹定4年）、安慶府知府の趙某は城の第二次修築計画に取り掛かったが、未竣工または建設停止となった。1260年（景定元年）、沿江制置大使の馬光祖は安慶城を最終的に完成させ、安慶府の府治と懐寧県はともに安慶城内に移転した。現在の安慶市はこのとき以来の歴史がある。元代には河南行省の安慶路となり、1361年に朱元璋により安慶路は安慶府と改められた。
清代になると1667年（康熙6年）、一帯の行政区画が再編され、安慶府と徽州府の名をとって「安徽省」が設置された。ただし安徽布政使司は長い間安徽省から離れた江寧府の街（現在の南京）に置かれていたが、1760年（乾隆25年）、ようやく安慶城に移転し、安慶が省会となった。
清朝後期の1853年（咸豊3年）、太平天国軍は長江沿岸の拠点とみなした安慶城を陥落、安徽省の巡撫衙門は廬州府（現在の合肥）に避難した。太平天国の西端の拠点都市となった安慶は、すぐに清軍と太平天国軍とが争奪する軍事要地となった。1861年（咸豊11年）に曽国藩の組織した湘軍が最終的な安慶攻略に取り掛かり、太平天国軍による熾烈な籠城戦の末、ついに清の手に奪回された。この際の太平天国軍の兵士の果敢な戦いぶりは今も安慶に伝わっている。曽国藩は安慶から太平天国攻略を指揮し、その間武器製造で安慶は発展した。
1876年（光緒2年）のイギリスとの芝罘条約により開港された中に安慶は含まれ、長江沿岸の条約港となった。1938年1月、日本軍は安慶を占領、安徽省政府は六安・金寨などに避難を繰り返し、その後安慶に戻ることはなかった。安慶の安徽省会としての歴史は170年ほどの間であった。
日中戦争の終結後、国共内戦の間に安慶は中国国民党の安慶専員公署と懐寧県の県庁所在地であったが、1949年4月、人民解放軍が安慶に入城した。1988年、地域と市が合併し、安慶は周囲8県を管轄することとなった。そのうち、桐城県は現在桐城市になっている。

## 経済
2003年の市内の国内総生産は323億6000万元、一人当たりで5,352元であり、沿岸部とは差がある。また、経済成長でも、工業・港湾貿易中心の市区部と農業中心の周辺の県では不均衡が存在する。
市の主産業は第1次産業で、農業では周囲の山にある茶畑からの茶が主要産品である。工業は繊維産業・電機製造が中心で、低調な国営企業に代わり民営企業の発展や外資の進出があり、輸出先は日本や米国などとなっている。主な企業は紡績大手の華茂グループ、大型石油化学工場・安慶市石化廠などである。

## 交通

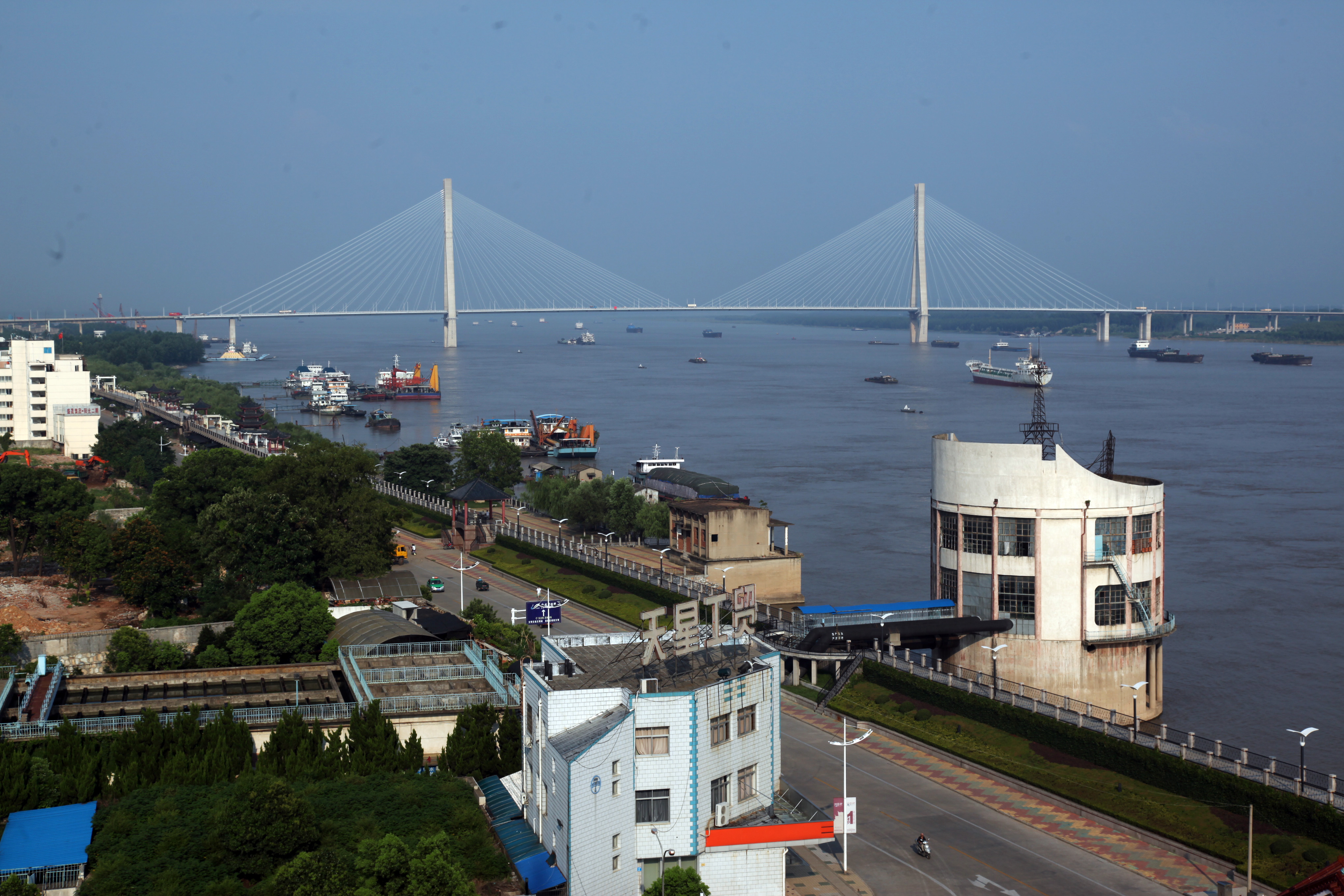
安慶長江大橋

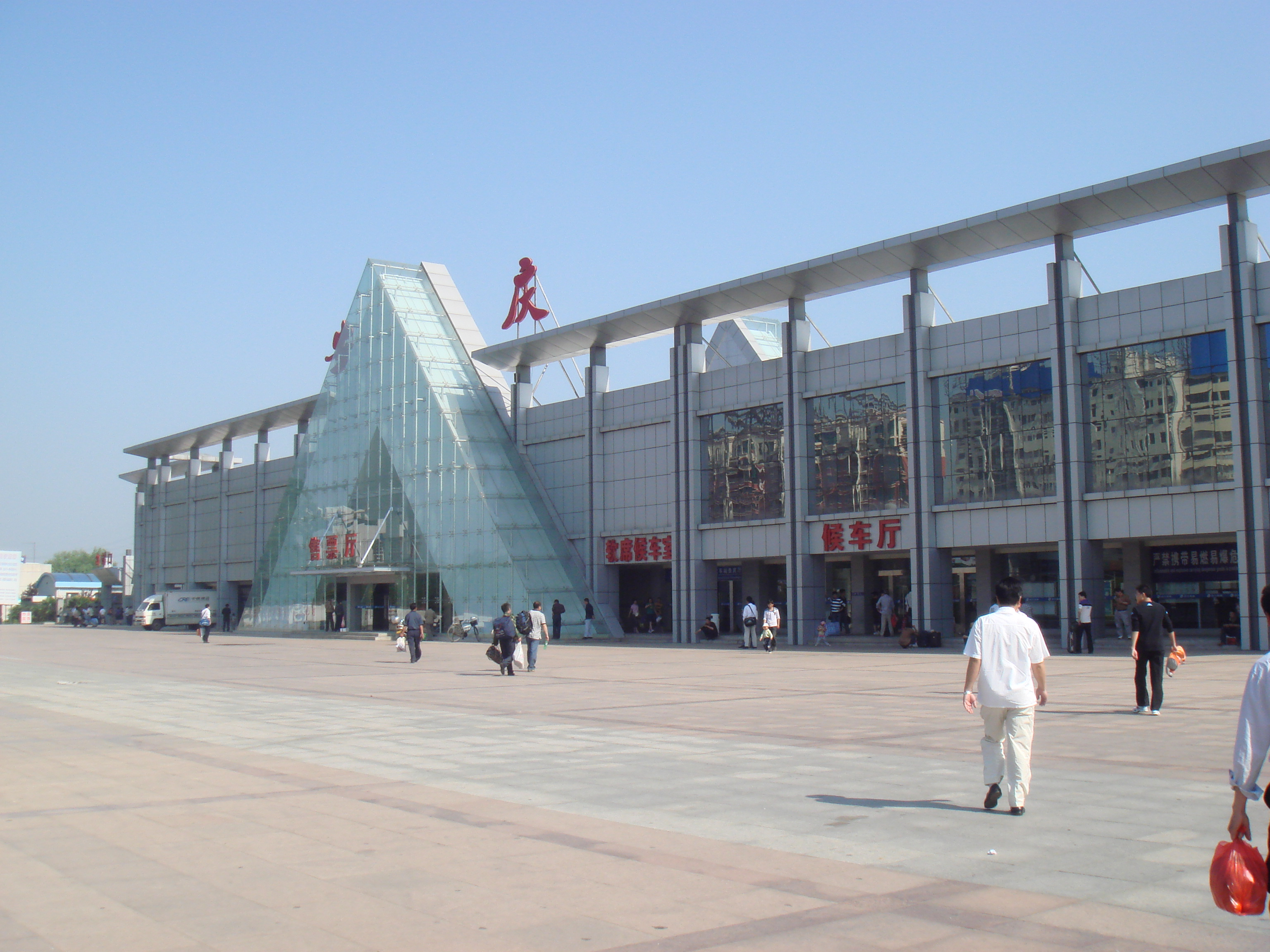
安慶駅

高速道路は、合肥とつながり九江や武漢へつながる合安高速公路が市域を貫通している。ほか、上海から合肥につながる滬蓉高速公路が市域をかすめている。長江を渡る安慶長江大橋も開通している。
鉄道は合肥～九江の鉄道が1995年10月に開通し、長年の鉄道のない状態が終わりを告げた。
鉄道の代わりに物流を担ってきたのが長江の水運である。有史以来長江を上り下りする船舶や渡し舟が安慶周辺を利用し、物資の集積場になってきた。現在でも長江の十大港湾に入り、5000トンクラスの船が着岸できる岸壁や石油など各種貨物に特化した岸壁、沿岸各地へ旅客を運ぶフェリー岸壁など、多数の埠頭がある。1997年以降整備された新しい港湾は、ISO標準の海上コンテナも取り扱うことができ、より便利になった。また1990年代後半以降外国船にも開放されており、安慶港から直接、国内や海外（日本など）へ船舶が行き来するようになった。
軍用空港と共用の安慶天柱山空港があり、北京はじめ国内の主要都市数ヶ所に旅客機が定期運行している。

## 観光地
- 天柱山：潜山県にある高山で、その主峰「天柱峰」は安徽省の長江北岸の最高峰で、名勝として名高い。古くは「古南嶽」と呼ばれていた。
- 大龍山：安慶市北郊にある秀峰で、森林公園になっている。
- 迎江寺：長江の中下流部の名刹である。
- 振風塔：迎江寺の中に建ち、「万里長江第一塔」とたたえられてきた石塔である。
- 陳独秀墓：中国共産党の創始者の一人の陳独秀の墓所。
- 白崖寨：宿松県北部の風景区。
- 花庭湖：太湖県の風景区。

## 文化
- 黄梅戯：中国六大劇（戯曲）の一つ。湖北省黄梅県で生まれたためこの名があるが、安慶周辺、宿松県付近などで発展し、19世紀半ばには舞踊や歌唱をあわせた本格的な戯曲となり、第2次大戦後新中国の下で全国的に有名になった。安慶市は黄梅戯の故郷として黄梅戯フェスティバルを1992年・1996年・2003年と、数年に一度開催している。

## 出身者
- 陳独秀：現在の大観区出身。「五四運動」の主導者の一人で、中国共産党の創始者の一人として最初期に活躍した。
- 程学平：中国有数のITエンジニア。
- 趙樸初：太湖県出身。宗教界の著名な「愛国者」で、共産党の下の中国仏教協会の要職を勤めた。
- 厳鳳英：著名な黄梅戯の演者。
- 黄鎮：樅陽出身、人民解放軍の将軍。

## 逸話
- 大喬と小喬：後漢の末年、呉の孫策及周瑜が皖城（現在の潜山県）を攻めた際、大喬と小喬という絶世の美女として知られた姉妹を得た。後に孫策は大喬と、周瑜は小喬と結婚した。
- 『孔雀東南飛』：『木蘭辞』と並びよく知られる、漢の楽府（民歌）の中で最長の叙事詩。

## 友好都市
- 茨木市(日本)
- キャラバサス(アメリカ合衆国)